# Château de Lourdon
Le château de Lourdon est un château français situé sur la commune de Lournand en Saône-et-Loire, au sommet d'une colline, à 5 km au nord de Cluny.

## Description
Les ruines du château occupent une plate-forme trapézoïdale d'environ un hectare. Il en subsiste une partie des soubassements du mur d'enceinte, flanqué, au sud, d'une tour circulaire à demi détruite, dite tour du Pigeonnier et, au nord, de la tour de la Poudrière, dont l'étage supérieur émerge seul des remblais. Au milieu se dressent les vestiges de deux bâtiments implantés dans le prolongement l'un de l'autre. Une tour ronde demi-hors œuvre est adossée à l'extrémité ouest de la muraille du bâtiment oriental, laquelle supporte neuf piliers carrés de maçonnerie hauts, au maximum, de 7,50 mètres. Un cartouche aux armes de Lorraine et la date de 1586 permettent d'attribuer à Claude de Guise, abbé de Cluny, cette construction de surface imposante (13 x 40 m) connue sous le nom de « jeu de paume ». Pendant longtemps, on s'est demandé si ce bâtiment était réellement un jeu de paume, et les dernières études menées depuis 2012 ont permis de le démontrer,.
À l'est, une avant-cour avec fossé creusé de main d'homme défendait l'accès du château. Un parc boisé de quinze hectares avec une petite chapelle dédiée à saint Étienne (restaurée au XIXe siècle), une vigne et quelques terres ont été entourés au XVIe siècle d'une enceinte de trois kilomètres, défendue par douze tours rondes, dont divers éléments sont encore visibles.
Le château est une propriété privée et ne se visite pas, sauf exceptionnellement à l'occasion des Journées européennes du patrimoine.

## Historique
- IXe siècle : première mention du castrum primitif ; celui-ci devient le siège d'une viguerie
- 910 : la terre est incluse dans la donation faite par le comte de Mâcon au moine Bernon pour fonder l'abbaye de Cluny
- XIe siècle : le lieu sert fréquemment de résidence aux abbés de Cluny
- XIIe siècle : il suscite la convoitise des seigneurs laïcs, entraînant d'énergiques interventions de Louis VII et de Philippe Auguste, protecteurs de l'abbaye, qui posent ainsi les premiers jalons du rattachement du comté de Mâcon à la couronne
  - 1165 : Guillaume Ier de Chalon envoie son fils Guillaume encore jeune avec une armée d'étrangers s'emparer du château
- XIVe siècle : le château constitue, à partir de cette époque, le refuge des moines, de leur bibliothèque, de leurs archives et de leurs trésors
- 1470 : la forteresse est ravagée par les troupes de Louis XI
- de 1471 à 1476 : nouveaux pillages, mais cette fois par les troupes de Charles le Téméraire
- fin XVe siècle : l'abbé Jean de Bourbon effectue une série de restaurations dont le donjon, la tour sud et le logis abbatial
- 1574 : pris par surprise par une petite troupe de protestants, le château est réduit à quatre murailles quand ceux-ci se retirent en 1576[5]
- 1586 : il est rebâti par Claude de Guise qui le remet en état de défense, élève de nouveaux bâtiments et entoure le domaine d'une longue enceinte. Claude de Guise, abbé de Cluny, est un bâtard de la maison de Guise. C'est à cette époque que le jeu de paume est créé[5]
- 1593 : les partisans d'Henri de Navarre sont repoussés grâce à un gros canon. Ce canon est exposé au Musée des Invalides[5],[3]
- 1613 : à la suite de la résistance victorieuse du précédent à une attaque royale, les États du Mâconnais demandent le démantèlement de la forteresse
- 1632 : la démolition des parties fortifiées est effectuée à coups de mines[5]. Le contrat de démolition prévoit que les parties non fortifiées comme le logis d'Amboise et le jeu de paume soient épargnées[6],[3]
- 1791 : vente du château et des terres comme bien national[7]. Il est resté depuis dans la même famille et leurs descendants[5]
- 2013 : Le château est confié à l'association Castrum Lordo (préservation et la mise en valeur du site) par un bail emphytéotique[5],[8]

## Galerie

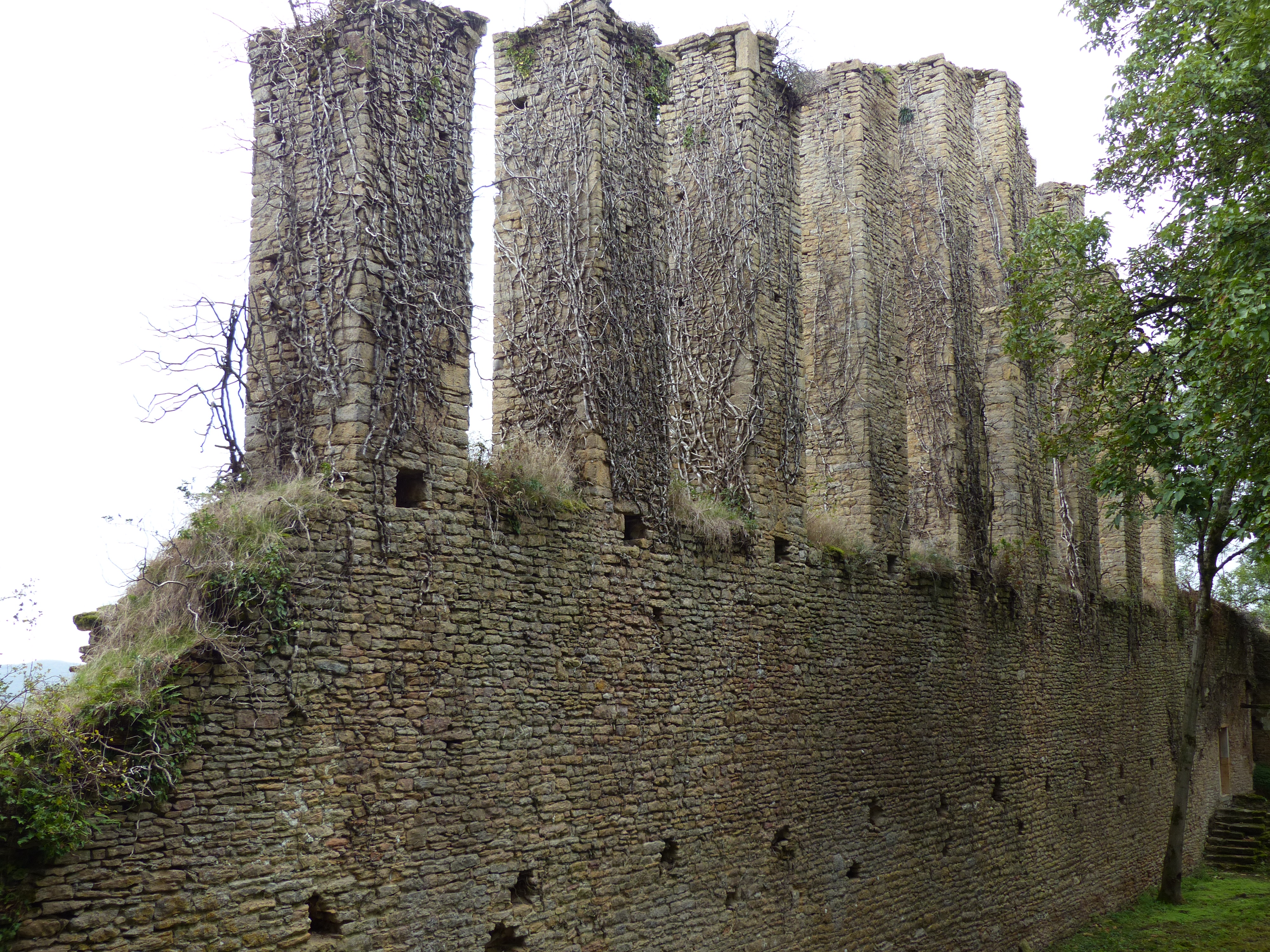
Les piliers du jeu de paume.
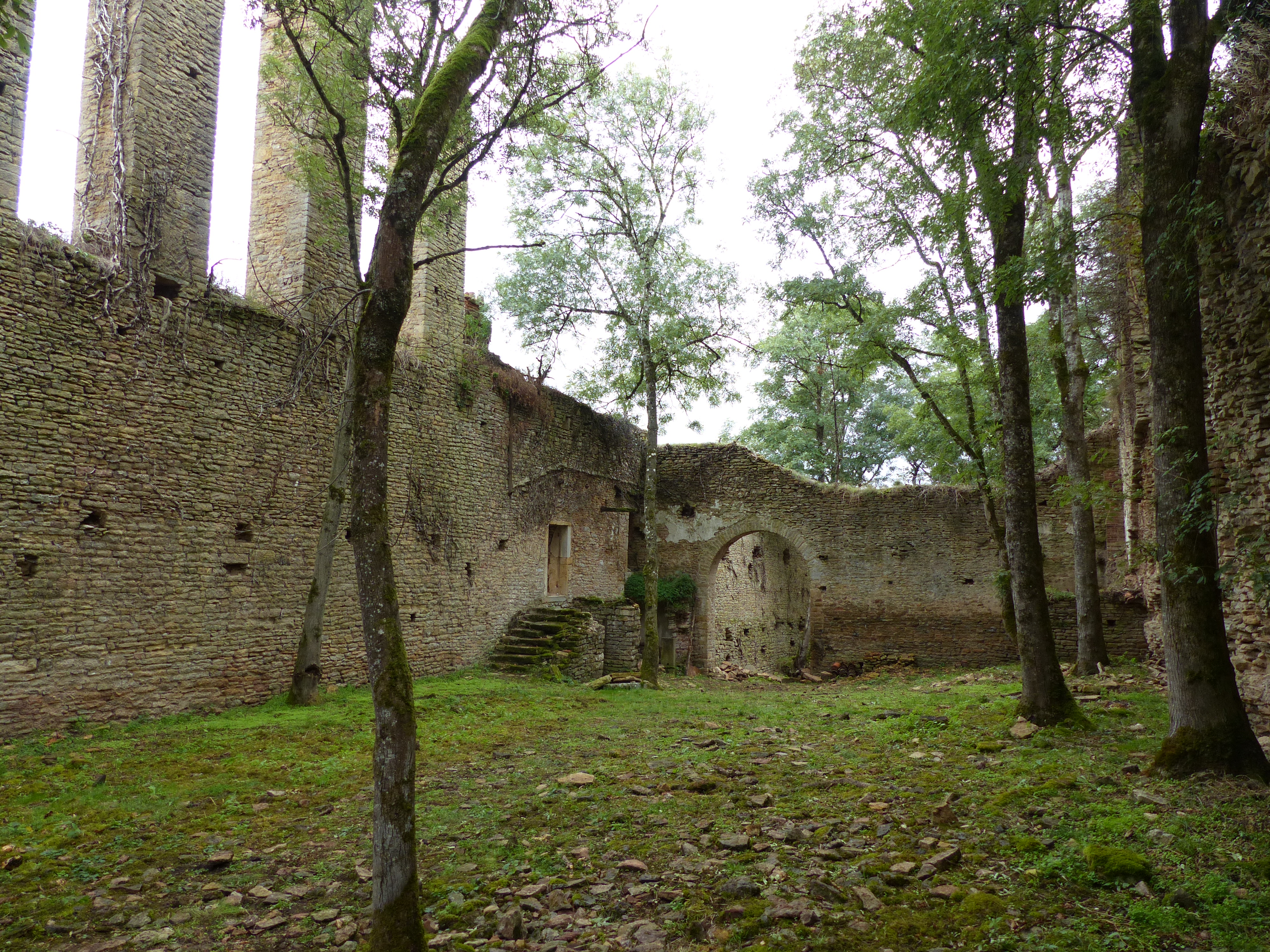
La salle du jeu de paume.
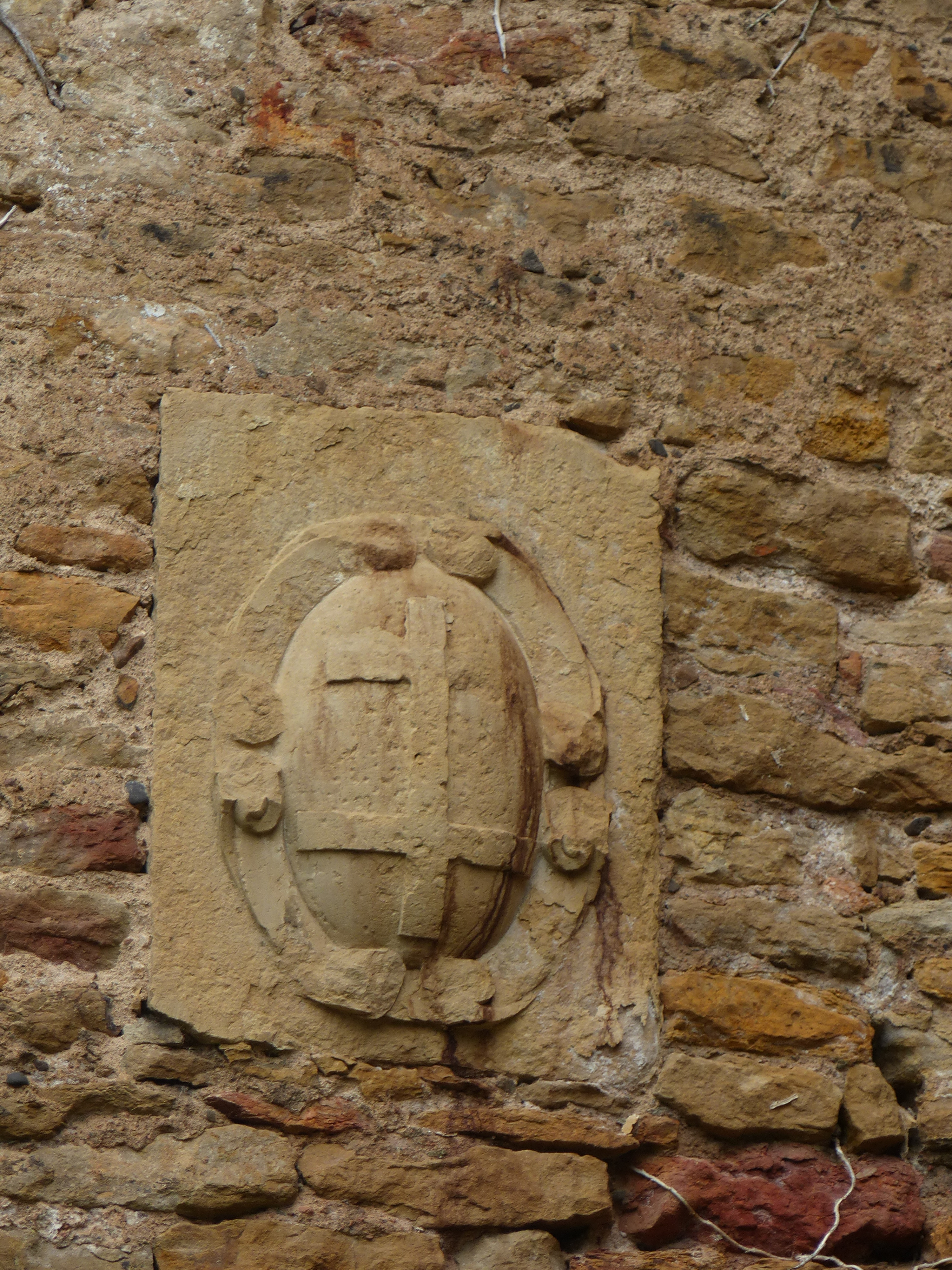
Croix de Lorraine.
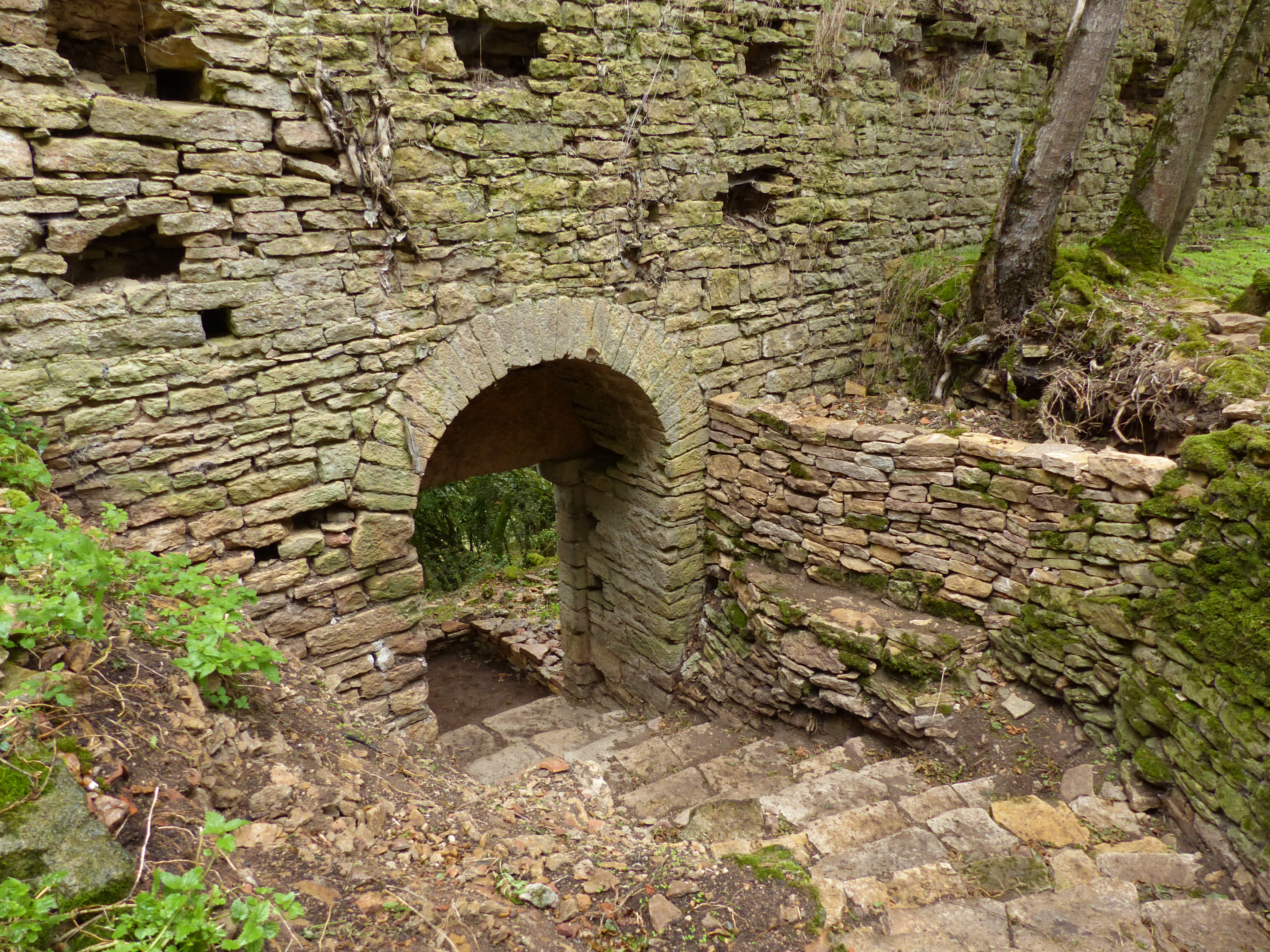
Poterne.
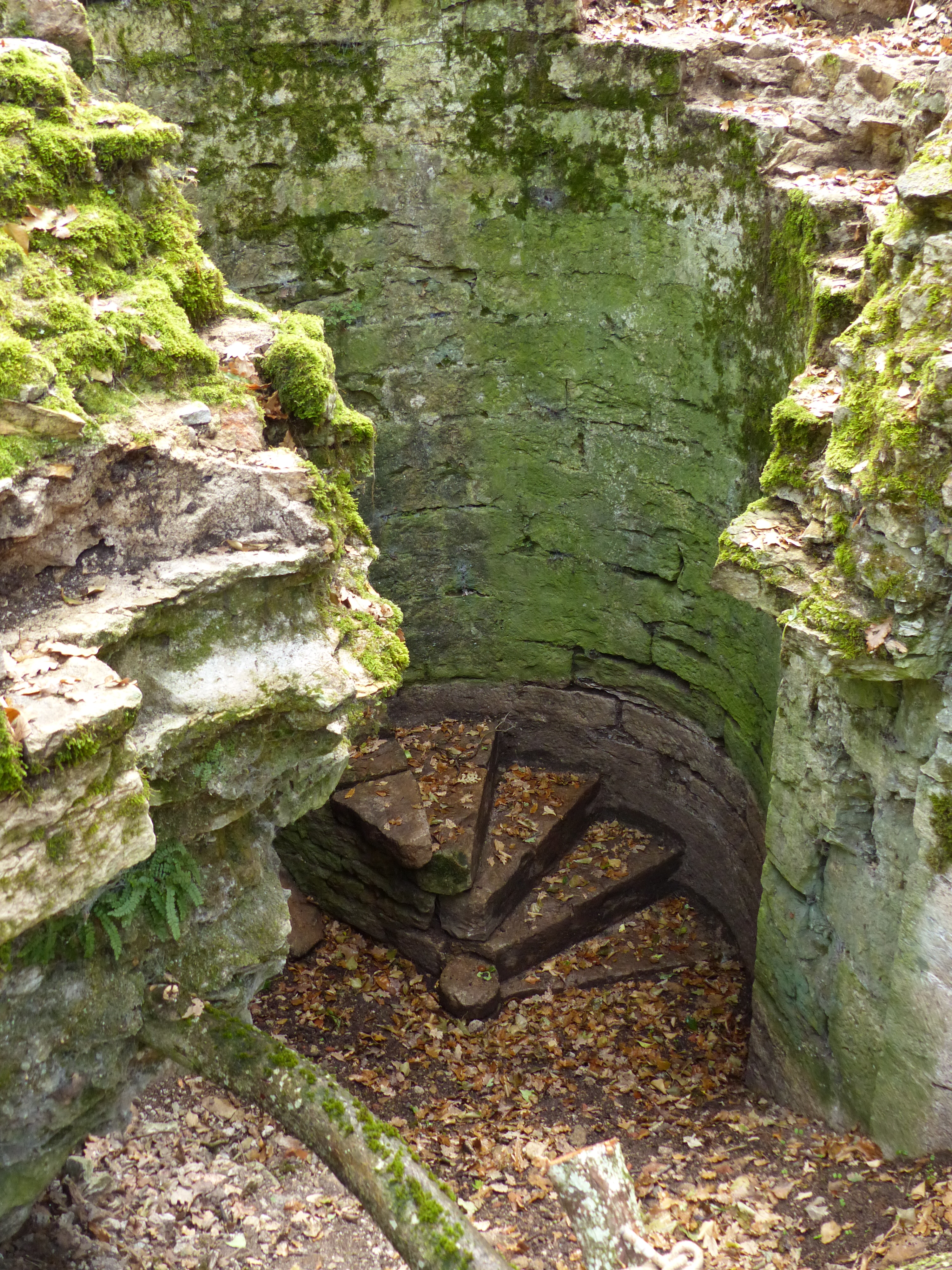
Escalier à vis.
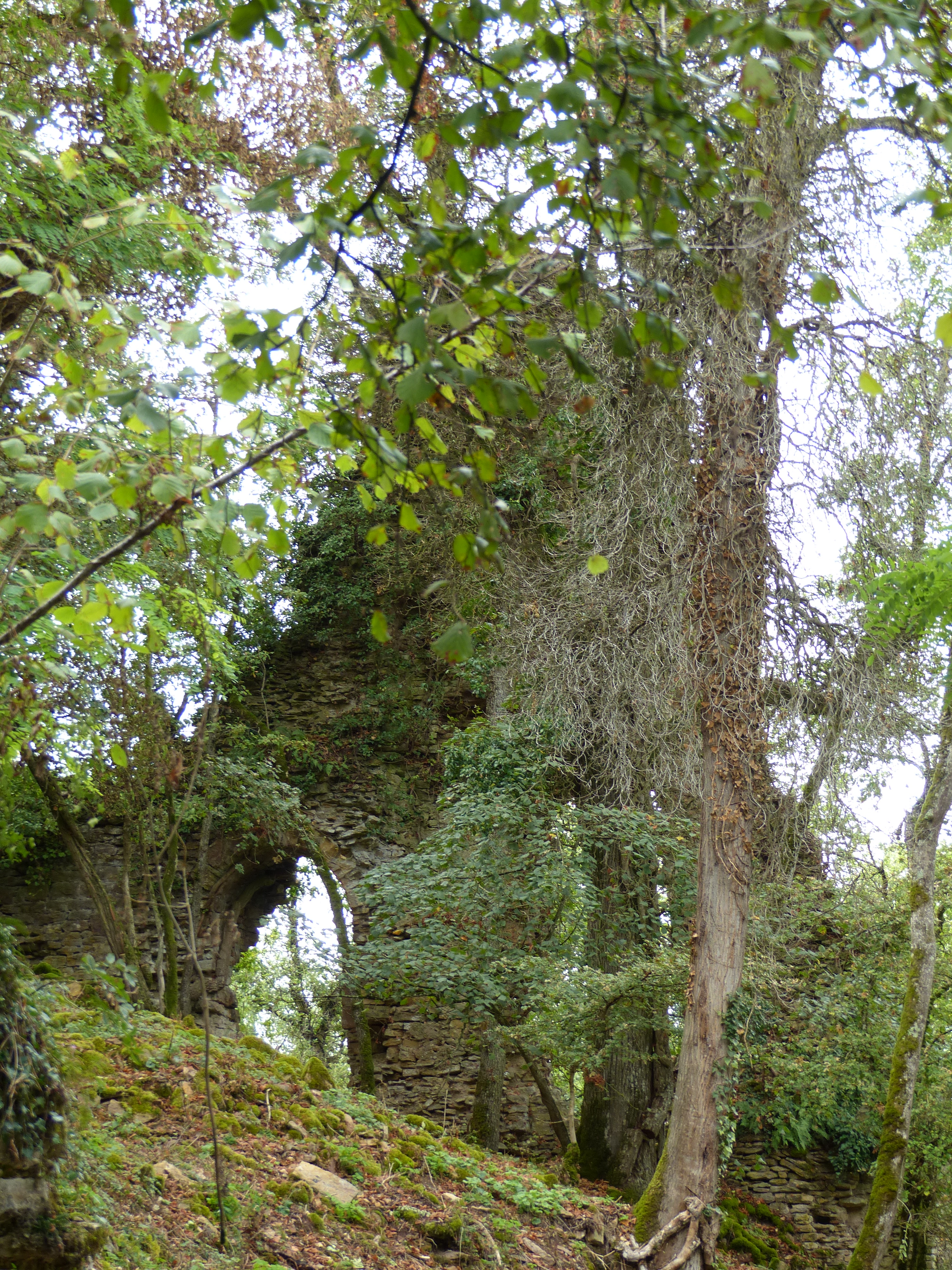
Le Logis d'Amboise.
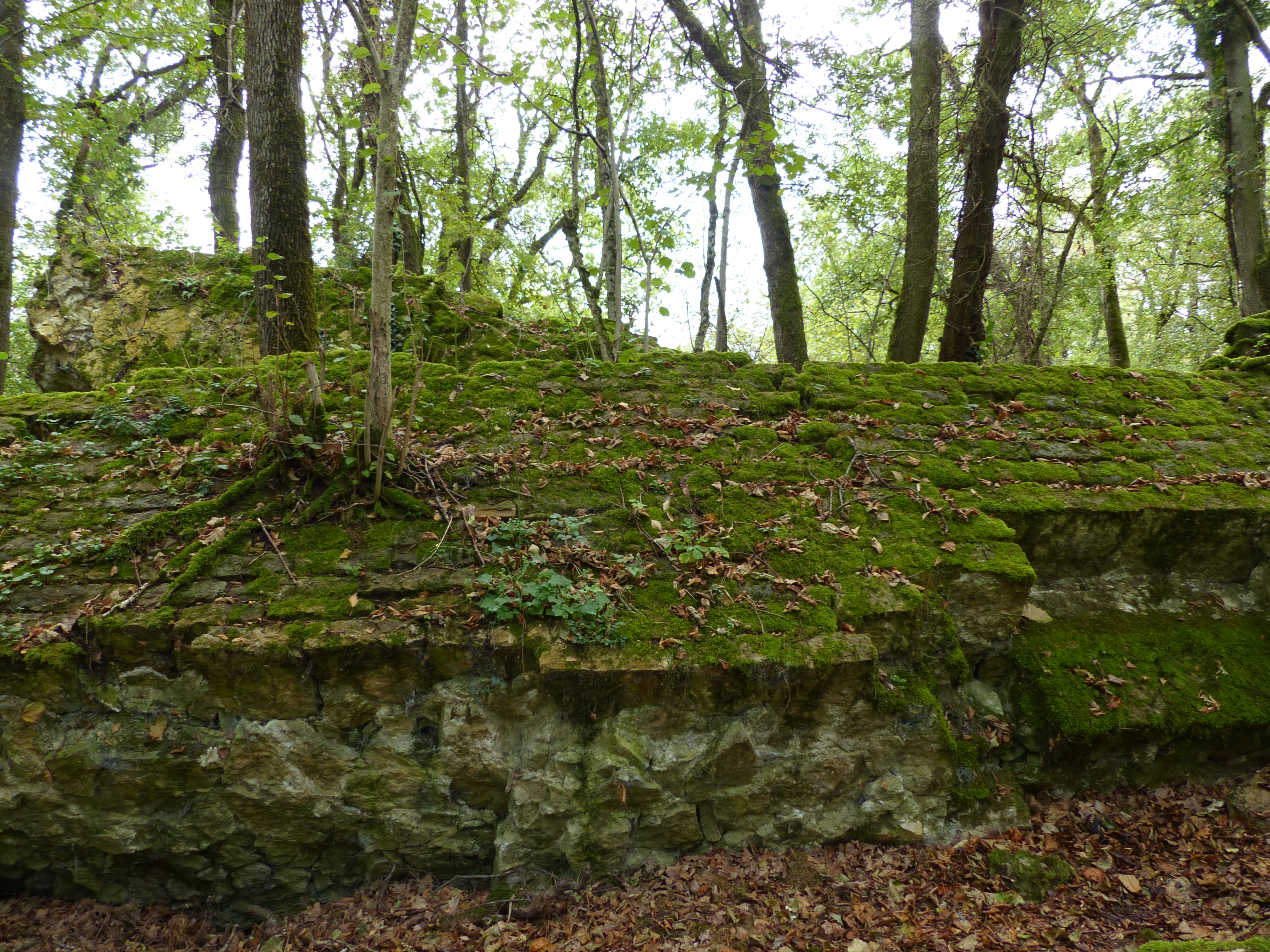
Parties minées en 1632.
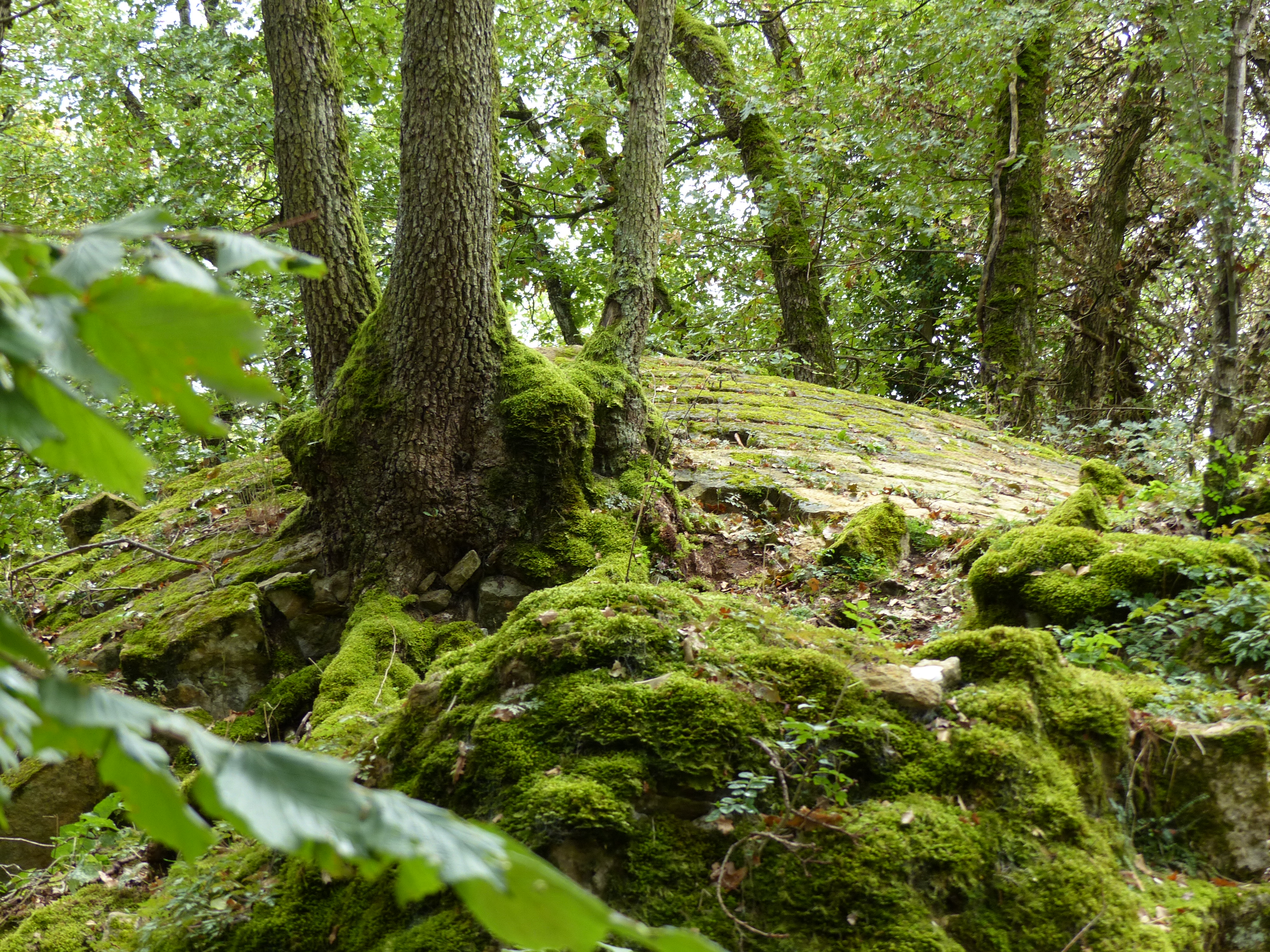
Parties minées en 1632.
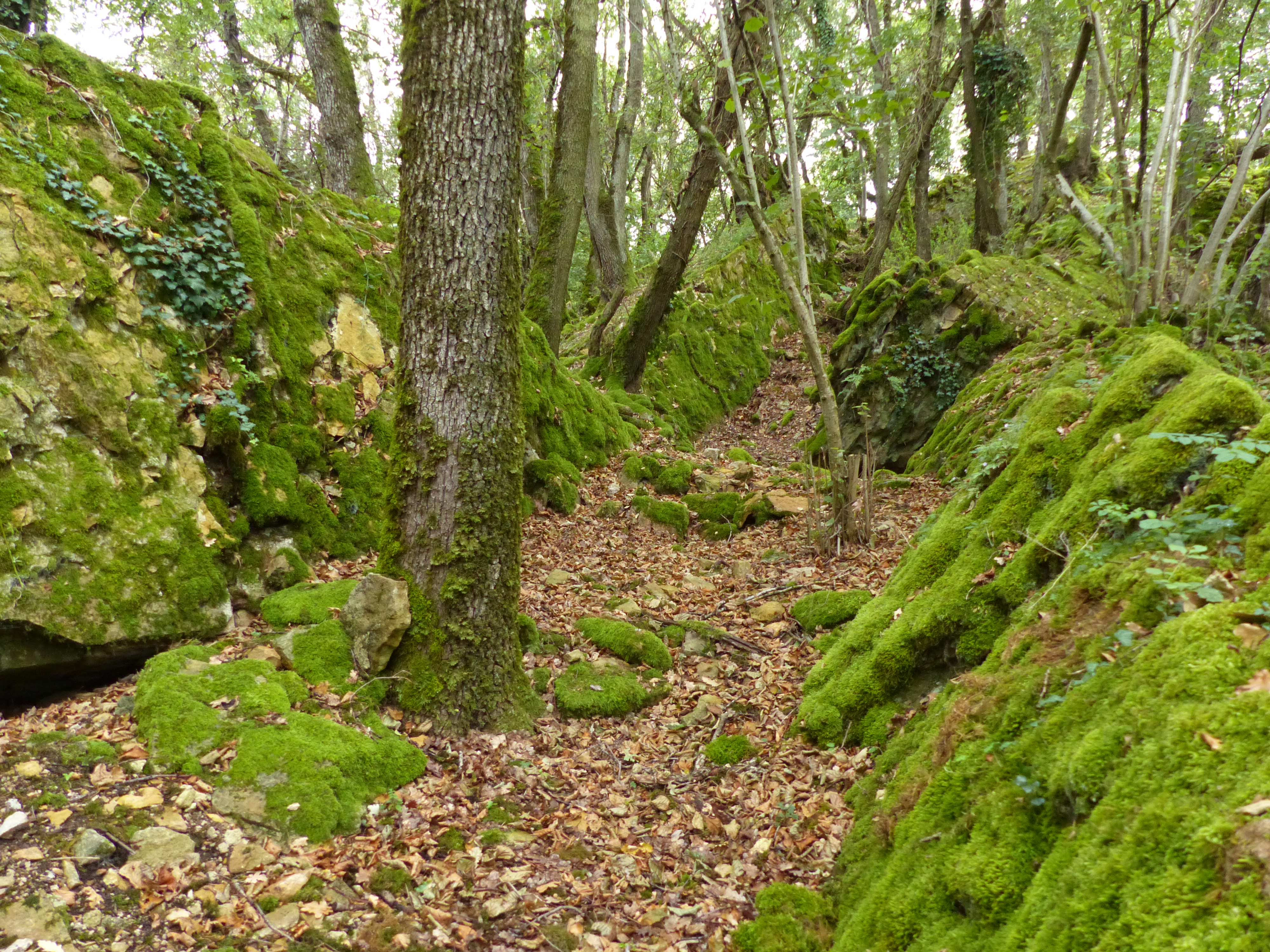
Parties minées en 1632.